# سیاست روز
سباست روز روزنامه‌ای به صاحب امتیازی علی یوسف‌پور و مدیرمسئولی محمد پیرعلی است. مدیرمسئول آن خطی مشی این روزنامه را اصول‌گرای اصلاح‌طلب می‌داند.